# Guillaume Raine Marshall
 Guillaume Raine Marshall, né en 1865, décédé en 1939 est un général de l'armée britannique qui combat durant la Première Guerre mondiale.

## Carrière militaire
Guillaume Marshall nait à Stranton, près de Hartlepool dans le comté de Durham, plus jeune fils de Guillaume et de Élisabeth Raine. Il embrasse la carrière militaire en entrant à l'Académie royale militaire de Sandhurst. Il sert dans la l'expédition de Malakand, actuellement au Pakistan, en 1886 puis dans l'expédition de Tirah, avant de combattre lors de la seconde guerre des Boers en 1891.

## Première Guerre mondiale
Il fait le début de la guerre en tant que commandant du 1er bataillon de Sherwood (en) avec le corps expéditionnaire britannique. Lors de la campagne de Gallipoli il est à la tête de la 29e division d'infanterie, c'est pendant ce commandement qu'il est élevé au grade de général en juin 1915. Il prend le commandement des 42e, 29e, 53e puis 27e divisions d'infanterie, cette dernière le fait participer à l'expédition de Salonique. Il est nommé commandant du IIIe Corps d'armée indien qui opère en Mésopotamie. En février 1917 c'est la prise de Kut-el-Amara avant celle de Bagdad le mois suivant, il est le chef du front de Mésopotamie après le décès de Frederick Maude qui venait de mourir du choléra.
Il reçoit la capitulation turque à Mossoul le 30 octobre 1918.
Il reçoit, après guerre, le commandement sud en Inde qu'il garde jusqu'en 1923 avant de se retirer l'année suivante. Il meurt le 22 mars 1939.